# Moto 360
De Moto 360 is een op Android Wear gebaseerde smartwatch gemaakt door Motorola Mobility. Het werd uitgebracht op 18 maart 2014 en kwam beschikbaar voor verkoop in de Verenigde Staten op 5 september 2014 samen met de nieuwe modellen van de Moto X en de Moto G.